# 1919 dans les parcs de loisirs
| Années des parcs de loisirs : 1916 - 1917 - 1918 - 1919 - 1920 - 1921 - 1922    |
| Décennies des parcs de loisirs : 1880 - 1890 - 1900 - 1910 - 1920 - 1930 - 1940 |

## Attractions

### Montagnes russes
| Nom           | Type/Modèle | Constructeur                                  | Parc                     | Pays       |
| ------------- | ----------- | --------------------------------------------- | ------------------------ | ---------- |
| Cannon Ball   | Bois        | Fred W. Pearce                                | Riverview Park           | États-Unis |
| Forest Ride   | Bois        | Philadelphia Toboggan Company                 | Willow Grove Park        | États-Unis |
| Giant Coaster | Bois        | Benjamin E. Winslow, Federal Construction Co. | Palisades Amusement Park | États-Unis |

### Autres attractions
| Nom        | Type/Modèle    | Constructeur | Parc        | Pays       |
| ---------- | -------------- | ------------ | ----------- | ---------- |
| Noah's Ark | Palais du rire |              | Venice Pier | États-Unis |

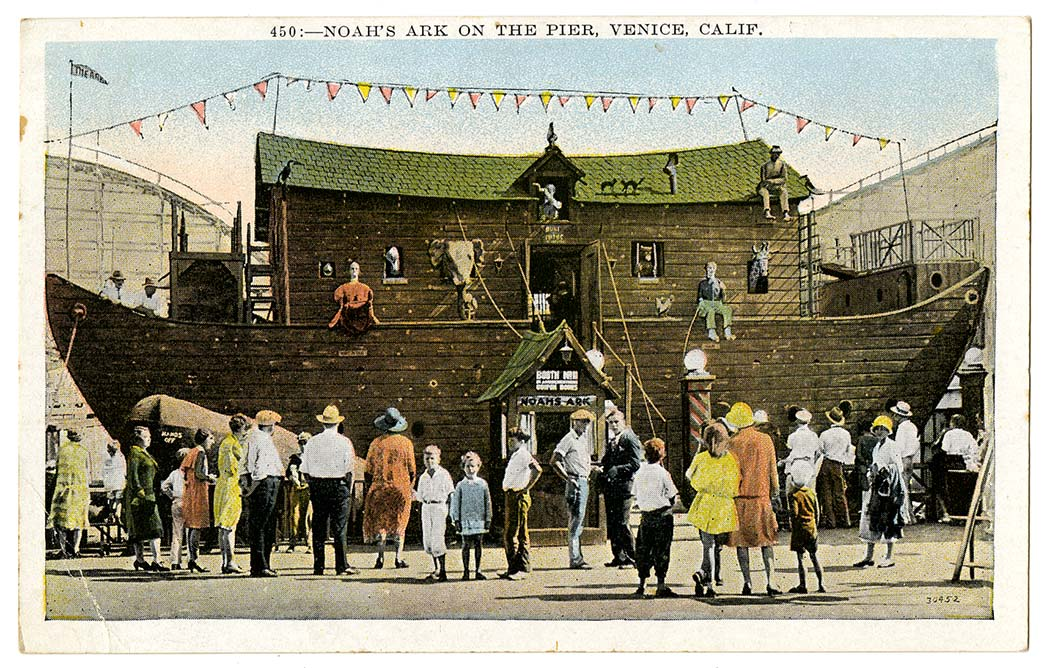
Noah's Ark à Venice Pier